# Thestor fils d'Idmon
Pour les articles homonymes, voir Thestor.
Dans la mythologie grecque, Thestor (en grec ancien Θέστωρ) est un devin, père de Calchas. Il est au nombre des Argonautes avec son père Idmon.
L'astéroïde troyen de Jupiter (4035) Thestor porte son nom.

## Sources
- Apollonios de Rhodes, Argonautiques [détail des éditions] [lire en ligne], I, 139.
- Hygin, Fables [détail des éditions] [(la) lire en ligne], 190.